# Irving P. Krick
Irving P. Krick (1906 - 20 juin 1996) est un météorologue et inventeur américain. Il est professeur fondateur du Département de météorologie du California Institute of Technology (1934–1948), l'un des météorologues de l'United States Air Force qui a fourni des prévisions pour le débarquement de Normandie le 6 juin 1944, un pionnier controversé de la prévision météorologique à long terme et de l'ensemencement des nuages et celui qui a lancé la première entreprise privée de consultation en météorologie aux États-Unis.

## Biographie

### Formation
Krick est né à San Francisco en 1906. Il fréquente l'Université de Californie à Berkeley, obtenant un baccalauréat en physique. Krick est aussi un pianiste accompli qui commence une carrière en musique mais comme cela est financièrement ingrat, il travaille à une station de radio et dans une maison de courtage jusqu'au krach de Wall Street en 1929. Il trouve ensuite un emploi pour une compagnie aérienne et les conseils de son beau-frère, le météorologue Horace R. Byers diplômé du MIT, l'aident à trouver son véritable intérêt pour la météo.
Vers 1930, il entreprend ses études de maîtrise au département d'aéronautique du California Institute of Technology (Caltech) où il ne peut suivre les quelques cours de météorologie disponibles. Les professeurs Beno Gutenberg (structure atmosphérique) et Theodore von Kármán (aéronautique) deviennent ainsi ses directeurs de thèse doctorale. Krick se fait connaître par un article controversé affirmant que le crash du dirigeable l'USS Akron en 1933 est une conséquence directe d'une prévision erronée de l'US Weather Bureau. Son analyse joue un rôle déterminant dans le travail de von Kármán pour trouver la cause réelle de la catastrophe et de la détermination de la cause du crash de l'USS Macon en 1935. Ces publications attirent également l'attention de l'United States Army Air Corps (USAAC) et il se lie d'amitié avec son chef, le colonel Henry Harley Arnold, en poste à March Air Reserve Base non loin de Caltech.
Caltech offre sa première formation dédiée à la météorologie durant les sessions de 1933–34. Krick termine son doctorat en 1934 et reste à Caltech en tant qu'instructeur. En 1937, il aide à fonder le département de météorologie et en devient le directeur. Le département est unique dans son orientation commerciale notamment pour l'industrie cinématographique pour laquelle Krick a prévu la météo pour le tournage de l'incendie d'Atlanta dans le film Autant en emporte le vent. Il demeure professeur jusqu'en 1948 alors que Caltech dissout le département, offrant un programme spécial pour le service météorologique de l'armée de l'air durant la Seconde Guerre mondiale.

### Seconde Guerre mondiale

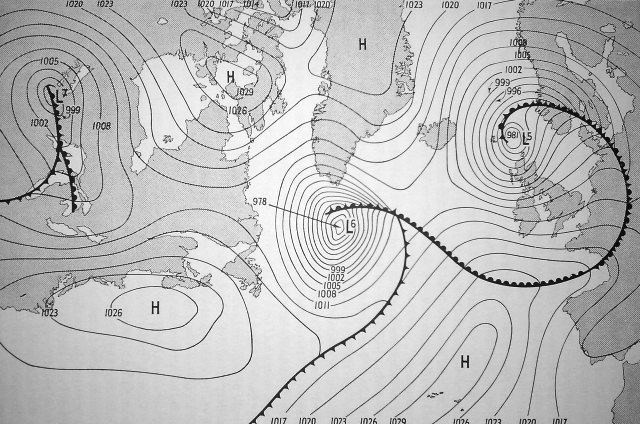
Carte météorologique le 5 juin 1944.

Au déclenchement de la Seconde Guerre mondiale, Arnold a recruté Krick dans l'USAAC (qui deviendra l'US Army Air Force en 1941). Contrairement aux météorologues de son époque analysant les causes des conditions météorologiques pour en faire la prévision à court et moyen terme, Krick s'appuie sur une classification des configurations atmosphériques typiques extraite des cartes météorologiques historiques pour faire ses prévisions jusqu'au long terme. Cela permet de trouver à quelle configuration correspond la situation actuelle et d'extrapoler statistiquement son développement futur. Les critiques qualifient sa méthode de « données en conserve » totalement opposée à celle des météorologues connus comme George Cressman, Carl-Gustaf Rossby et le chef de l'US Weather Bureau, Francis Reichelderfer, qui le considèrent comme un auto-promoteur extrêmement sûr de lui plutôt qu'un météorologue sérieux. Cependant, il jouit d'un soutien indéfectible d'Arnold.
En 1944, Krick est envoyé en Angleterre pour le soutien météorologique pour le débarquement de Normandie. En plus de son groupe de l'USAAF, deux autres groupes s'attèlent à la tâche, soit le Met Office avec Sverre Petterssen et la Royal Navy. Le 28 mai, Petterssen prévoit la formation d'une tempête le 2 juin affectant les opérations pour la date de débarquement le 5 juin. Krick soutient le contraire, prévoyant du temps calme au cours des cinq jours suivants selon sa méthode des analogues. La tension entre Krick et Petterssen s'accroit graduellement et le 3 juin, le colonel Donald Yates, adjoint au chef météorologue James Stagg et ancien élève de Krick, intervient pour les persuader de produire une prévision commune. C'est ainsi que l'opinion de Petterssen prévaut malgré l'objection initiale de Krick et le débarquement est retardé d'un jour, sauvant les troupes d'un désastre majeur,.

### Après la guerre

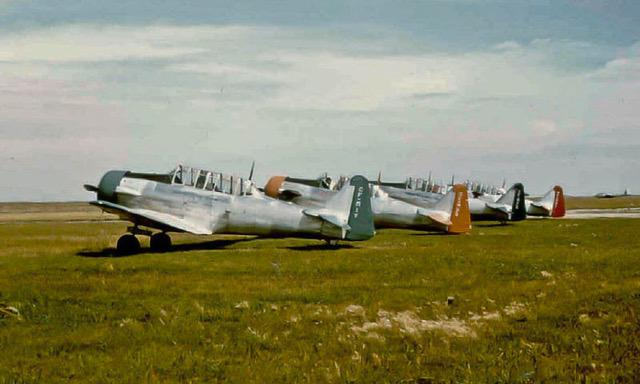
Avions MK 2 Harvard utilisés pour l'ensemencement des nuages en Alberta en 1964.

Krick quitte l'université en 1948 pour créer sa propre entreprise lors du démantèlement du département de météorologie de Caltech, amenant avec lui la plupart du personnel. Sa compagnie « Irving P. Krick & Associates » se spécialise dans les prévisions météorologiques commerciales à long terme et l'ensemencement des nuages. Dès l'été 1948, il effectue une première série de 27 essais d'ensemencement par avions au-dessus du centre de l'Arizona avec des particules de glace visant à augmenter les niveaux d'eau dans les réservoirs locaux.
Il subit les critiques d'autres météorologues américains affirmant que les résultats de ses méthodes d'ensemencement et de prévisions à long terme sont douteuses. Cependant, sa société prospère, tirant un profit substantiel et attirant l'attention de nombreuses personnalités célèbres. Il est embauché pour prévoir la météo pour les inaugurations présidentielles et les tournages de films. Parmi ses réalisations les plus remarquables, le Dr Krick fait pleuvoir en Israël après une grave sécheresse, réduit la taille de la grêle en Alberta (Canada) au milieu des années 1960, ensemence pour produire de la neige pour les Jeux olympiques d'hiver de 1960 et en 1957, il prévoit à 17 jours d'avance du soleil pour la deuxième investiture du président Eisenhower.
En 1990, Krick vend son entreprise à « Strategic Weather Services », demeurant son président émérite jusqu'à sa mort en 1996 d'une insuffisance cardiaque.